# 小田菜摘 (クライミング)
小田 菜摘（おだ なつみ、2008年3月23日 - ）は、日本の女子クライミング選手。

## 経歴
2008年3月23日、生まれる。4歳のときクライミングを始める。
2020年4月1日、堺市立泉ヶ丘東中学校入学。
2020年10月、富山県南砺市で行われた第8回リードユース日本選手権南砺大会の「ユースC女子 リード」で優勝。
2021年11月、茨城県鉾田市で行われた第1回ユースフューチャーカップの「ユースC女子 リード」で優勝。「ユースC女子 ボルダー」で第5位。
2022年5月、南砺市で行われた第10回リードユース日本選手権南砺大会の「ユースB女子 リード」で優勝。
2022年8月、テキサス州ダラスで行われた IFSC 世界ユース選手権 ダラス 2022 の「ユースB女子 ボルダー」で第2位。
2022年10月、第77回国民体育大会のスポーツクライミング競技会「少年女子 リード」で優勝。小田穂香とチームを組み「少年女子 リード(チーム)」で優勝、「少年女子 ボルダリング(チーム)」で第5位。
2023年4月、大阪府立東百舌鳥高等学校入学。
2023年5月、南砺市で行われた第11回リードユース日本選手権南砺大会の「ユースB女子 リード」で優勝。
2023年8月、ソウルで行われた IFSC 世界ユース選手権 ソウル 2023 の「ユースB女子 リード」で優勝。「ユースB女子 ボルダー」で第3位。
2023年10月、小田穂香とチームを組み、鹿児島県南さつま市で行われた特別国民体育大会の「少年女子 リード」で優勝。「少年女子 ボルダリング」で第2位。2024年3月13日には大阪府の吉村洋文知事を表敬訪問している。
2024年5月、岩手県盛岡市の岩手県営運動公園で行われた第12回リードユース日本選手権いわて盛岡大会の「ユースA女子 リード」で優勝。
2024年10月、山東省泰安市で行われた IFSC クライミング アジア選手権 泰安 2024 の「女子 リード」で第3位。
2024年12月、埼玉県加須市の加須市民体育館で行われた第15回全国高等学校選抜スポーツクライミング選手権大会で優勝。
2025年5月、佐賀県多久市で行われた第13回リードユース日本選手権多久大会の「U19女子 リード」で優勝。4連覇（第10回から）および通算5回目（第8回＋第10回から第13回）の優勝により、大会史上最多を更新した。

## 人物
2024年現在の活動拠点は大阪府堺市のナカガイクライミングジム。オーナーの中貝次郎がコーチを務める。5歳のころこのジムに通い始めたが、中貝によると「とてもやんちゃな子」だった。外部の岩場に登りに行くときは必ず先頭を歩いており、「隊長」と呼ばれていた。